# Erny-Saint-Julien
Erny-Saint-Julien é uma comuna francesa na região administrativa de Altos da França, no departamento de Pas-de-Calais. Estende-se por uma área de 5,41 km². Em 2010 a comuna tinha 330 habitantes (densidade: 61 hab./km²).